# Non smetto di ascoltarti
Non smetto di ascoltarti è un album di Fabio Concato pubblicato nel 2016.
L'album raccoglie alcune cover musicali della canzone italiana oltre ad alcuni successi dello stesso artista, tutti interpretate in chiave jazz.
L'album è stato anticipato da due concerti live il 22 e 23 aprile 2016 presso l'Unicredit Pavillon di Milano. In quell'occasione, a fine concerto, viene eseguito anche il brano Estate di Bruno Martino, poi non incluso nell'album.

## Tracce
1. Canto
2. Nessuno al mondo
3. Non smetto di aspettarti
4. L'arcobaleno
5. L'Armando
6. La casa in riva al mare
7. Diamante
8. Rosalina
9. Anna verrà
10. Mille lire al mese
11. Io che amo solo te
12. Domenica bestiale
13. 051/222525
14. Scrivimi

## Classifiche
| Classifica | Posizione massima |
| ---------- | ----------------- |
| Italia     | 21                |

## Musicisti
- Fabio Concato (voce)
- Julian Oliver Mazzariello (pianoforte)
- Fabrizio Bosso (tromba)